# TAKOPA たこやきパーク
TAKOPA たこやきパーク（たこぱ たこやきパーク）とは、ユニバーサル・スタジオ・ジャパンに隣接する、ユニバーサル・シティウォーク大阪の4Fにある「たこ焼き」をテーマにした集積ゾーン。旧名称は「大阪たこ焼きミュージアム」。2018年2月より、現在の名義でリニューアルした。
運営は、野村不動産コマース。店舗数はたこ焼き店舗6店、他に似顔絵や占いを楽しめる場所がある。
また、たこ焼きのルーツや歴史、入居店舗の道具品なども展示・紹介している。
なお、東京都港区にあるデックス東京ビーチ内にはお台場たこ焼きミュージアムがある。

## 入居店舗
- 本家 会津屋
- たこ家道頓堀くくる
- アメリカ村甲賀流
- あべの たこやき やまちゃん
- 十八番
- 玉屋

## 過去入居店舗
- 芋蛸
- いちびり庵
- カーニバル広場

## アクセス
- JRゆめ咲線 ユニバーサルシティ駅直結

## 周辺施設
- ユニバーサル・シティウォーク大阪
- ユニバーサル・スタジオ・ジャパン（直結）
- ホテル京阪 ユニバーサル・タワー （直結）
  - ローソン
  - スターバックスコーヒー
  - ハーゲンダッツアイスクリーム
- ホテルユニバーサルポート（徒歩3分）
- ユニバーサル・シティ・ポート
- 海遊館